# 오음음계
오음음계는 다섯 개의 음으로 이루어진 음계이다.
- 계면조
- 펜타토닉 메이저
- 펜타토닉 마이너

## 같이 보기
- 라가